# Lienen
Lienen ist eine Gemeinde in der Region Tecklenburger Land (Kreis Steinfurt), zwischen Münster und Osnabrück im Bundesland Nordrhein-Westfalen.

## Geografie

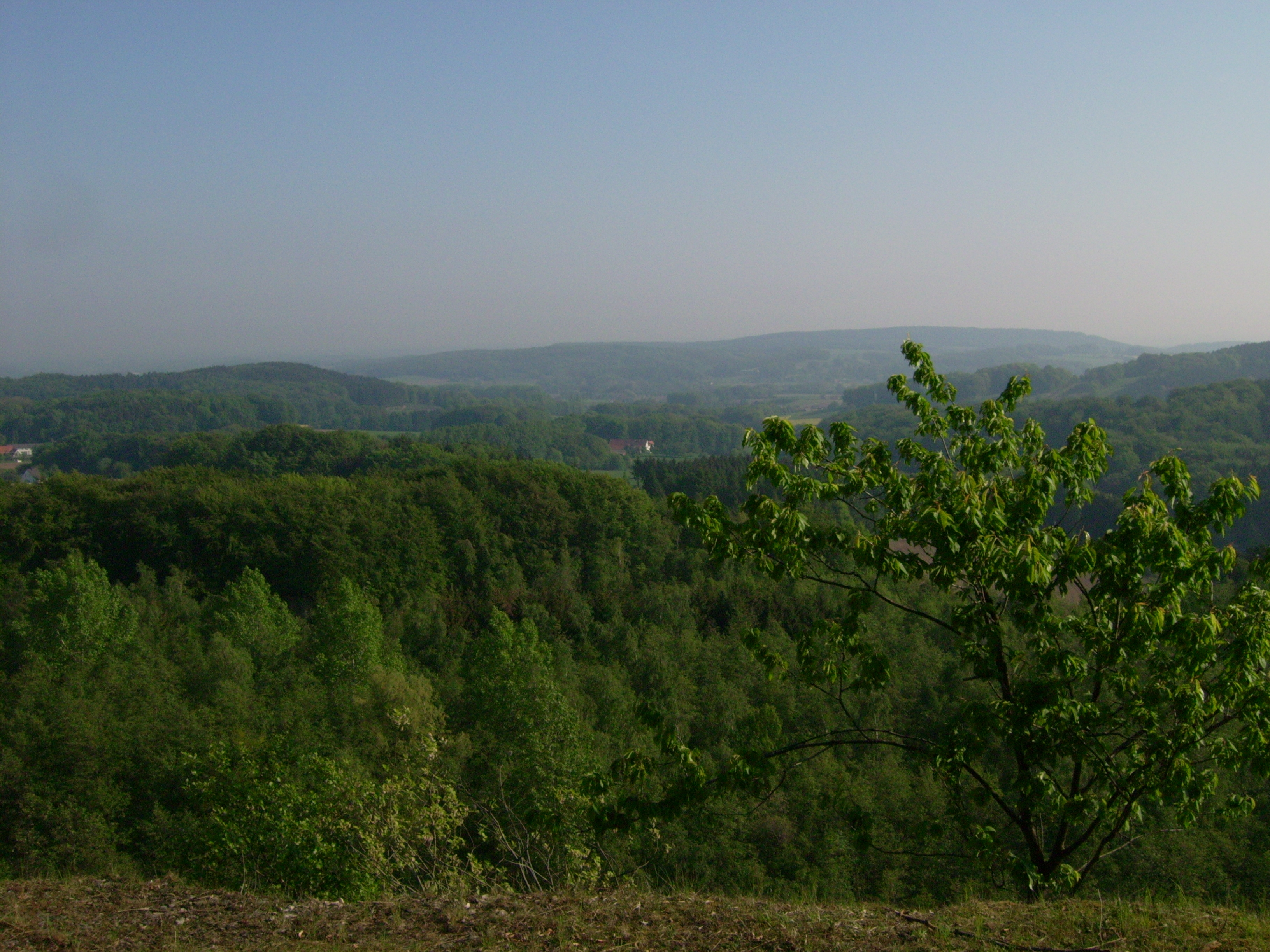
Aussicht von der Alex-Schotte-Schutzhütte auf dem Westerbecker Berg

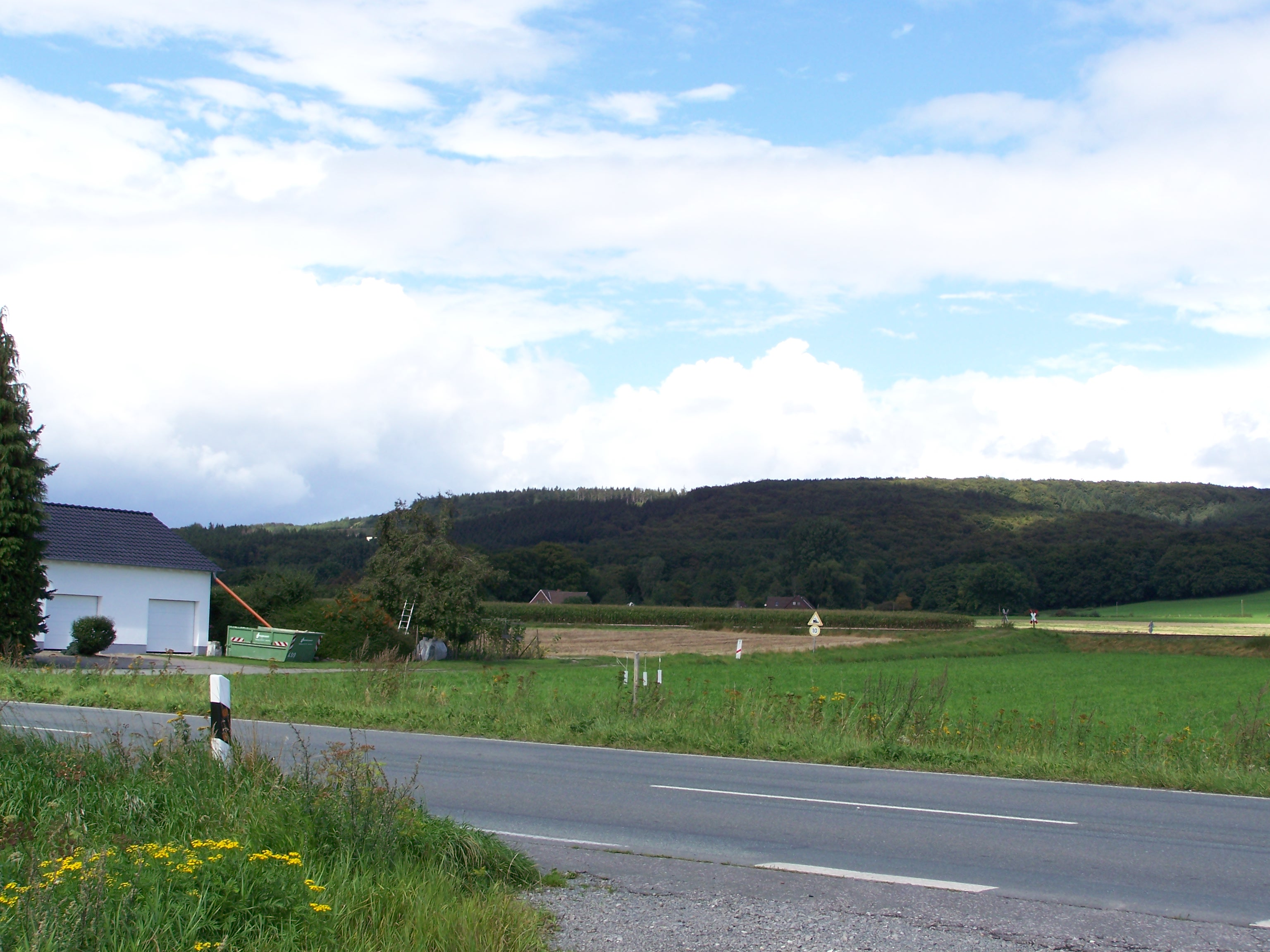
Der Westerbecker Berg

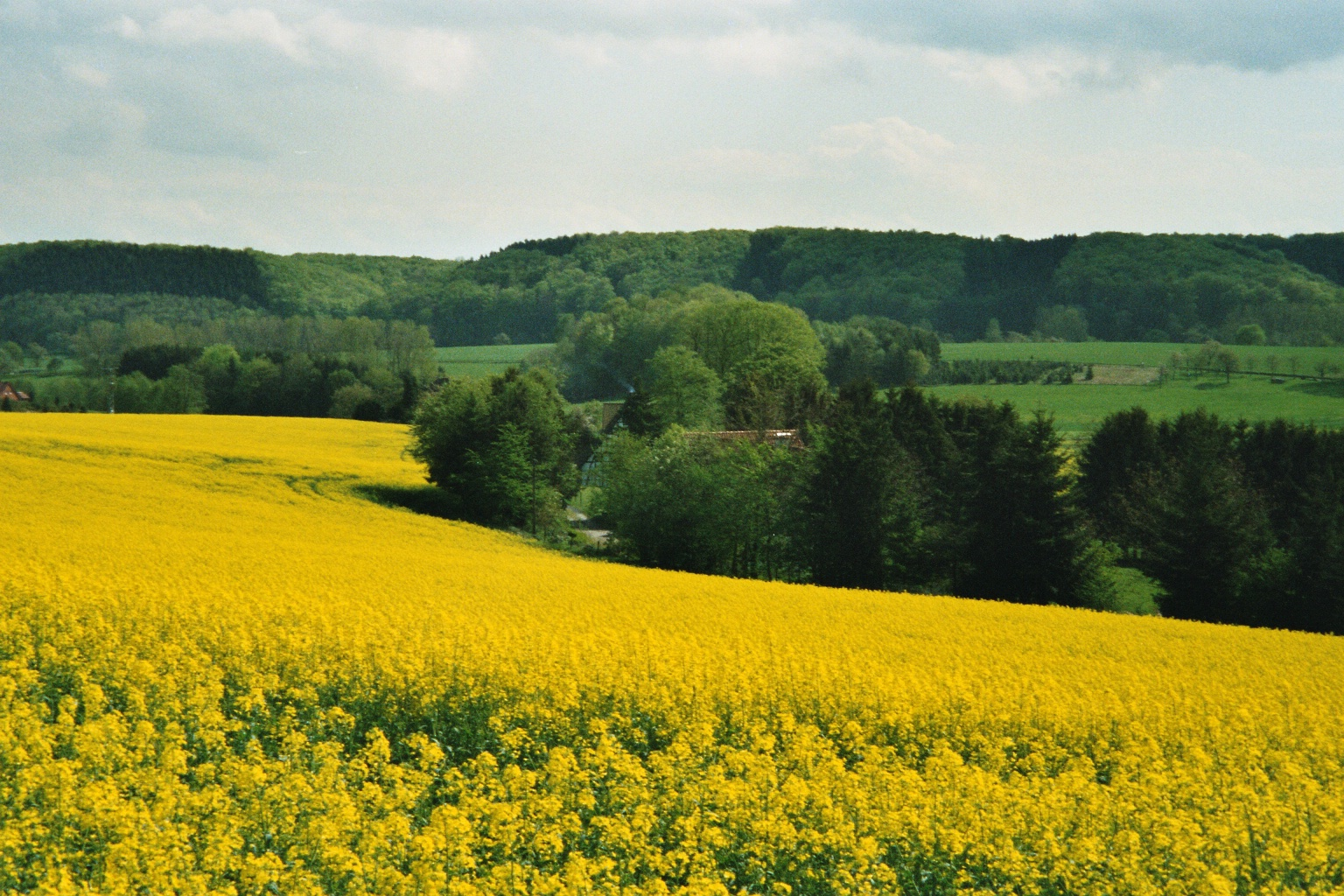
Rapsblüte in Holperdorp

Nördlich von Lienen erstrecken sich der Großteil des Naturpark TERRA.vita sowie das Holperdorper Tal. Der Westerbecker Berg im Teutoburger Wald ist mit 236 m über NN die höchste Erhebung im Tecklenburger Land und die Höchste innerhalb der Münsterlandkreise. Nach Südwesten öffnet sich die Münsterländer Parklandschaft. Die Straße zur Bauerschaft Holperdorp verläuft mit einer Serpentine zwischen dem Aldruper und Lienener Berg in ca. 202 m Höhe über den Gebirgskamm des Teutoburger Waldes. Der 206 Meter hohe Langenberg liegt noch zu einem kleinen Teil in der Bauerschaft Holperdorp, zum größten Teil jedoch im benachbarten Niedersachsen im Gebiet von Bad Iburg.

### Nachbargemeinden
Ladbergen, Lengerich (beide Kreis Steinfurt), Hagen am Teutoburger Wald, Bad Iburg, Glandorf (Landkreis Osnabrück in Niedersachsen), Ostbevern (Kreis Warendorf in Nordrhein-Westfalen).

### Gemeindegliederung
Die Gemeinde Lienen besteht aus den Ortsteilen Lienen und Kattenvenne sowie den außerhalb liegenden Bauerschaften Holperdorp im Norden des Teutoburger Waldes, Dorfbauer, Aldrup, Westerbeck, Höste, Holzhausen und Meckelwege im Süden.

## Geschichte
Die Gemeinde wurde erstmals im Jahre 1088 urkundlich als Lina erwähnt. Lina bedeutet so viel wie Ort am Abhang des Berges oder Hügeldorf am Teutoburger Wald. 

„Lienen: Lynon im 12. Jahrh. Von lina, die Berglehne.“

 Im Jahr 1965 wurde „1000 Jahre Gemarkung Lienen“ gefeiert. Grundlage hierfür war eine „urkundliche Erwähnung“ der Gemeinde aus dem Jahr 965 in Bezug zur Grafentafel, einem markanten Felsen im Nordwesten des Holperdorper Tals.
Bis ins 20. Jahrhundert hinein war die Gemeinde durch die Landwirtschaft geprägt. Mit dem Beginn der industriellen Revolution löste die verbesserte verkehrstechnische Erschließung durch eine Bahnlinie erste gewerblich-industrielle Impulse aus. Der Bau der Eisenbahnlinie Münster-Osnabrück von 1868 bis 1871 begünstigte insbesondere die Entwicklung des Ortsteils Kattenvenne zu einem zweiten Ortsschwerpunkt. Mit dem Bau einer eigenen Kirche im Jahr 1888 erhielt der bereits 1312 im Westfälischen Urkundenbuch erwähnte Ortsteil Kattenvenne eine eigene Ortsmitte.
Lienen gehörte seit 1816 zum Kreis Warendorf in der preußischen Provinz Westfalen und bildete seit 1843 ein eigenes Amt. 1857 wurde Lienen aus dem Kreis Warendorf in den Kreis Tecklenburg umgegliedert. Durch das Münster/Hamm-Gesetz kam Lienen 1975 zum neuen Kreis Steinfurt.

### Eingemeindungen
Am 1. Januar 1975 wurden Gebietsteile der Stadt Lengerich mit damals mehr als 200 Einwohnern eingegliedert.

## Politik

### Gemeinderat
Nach den Kommunalwahlen seit 2009 verteilten sich die Sitze des Gemeinderats folgendermaßen auf die einzelnen Gruppierungen:
| Partei/Gruppierung                  | 2020 | 2014 | 2009 |
| ----------------------------------- | ---- | ---- | ---- |
| CDU                                 | 11   | 11   | 10   |
| SPD                                 | 7    | 9    | 10   |
| Bündnis für Ökologie und Demokratie | 6    | 5    | 3    |
| FDP                                 | 2    | 1    | 3    |
| Gesamt                              | 26   | 26   | 26   |

Zusätzlich gehört der Bürgermeister Arne Erwin Strietelmeier dem Rat an.

### Bürgermeister
Gewählter hauptamtlicher Bürgermeister ist seit dem 21. Oktober 2015 Arne Strietelmeier (parteilos). Von 2009 bis 2015 bekleidete Martin Hellwig (SPD) das Amt.

### Wappen
Blasonierung: „In Silber über einem roten, mit einem silbernen Seerosenblatt belegten Dreiberg zwei rote, balkenweise gestellte Seerosenblätter.“
Das Wappen der Gemeinde Lienen entstand durch einen Vorschlag des preußischen Staatsarchivs, da keine historischen Siegel oder Wappen bekannt waren. Der Dreiberg symbolisieren die hügelige Landschaft um die Ortschaft und ist abgeleitet von Lienen für die Berglehne. Die drei Seerosenblätter weisen auf die historische Verbindung zur Grafschaft Tecklenburg hin, sie stammen aus dem Tecklenburger Grafschaftswappen.

Wappen der Gemeinde Lienen
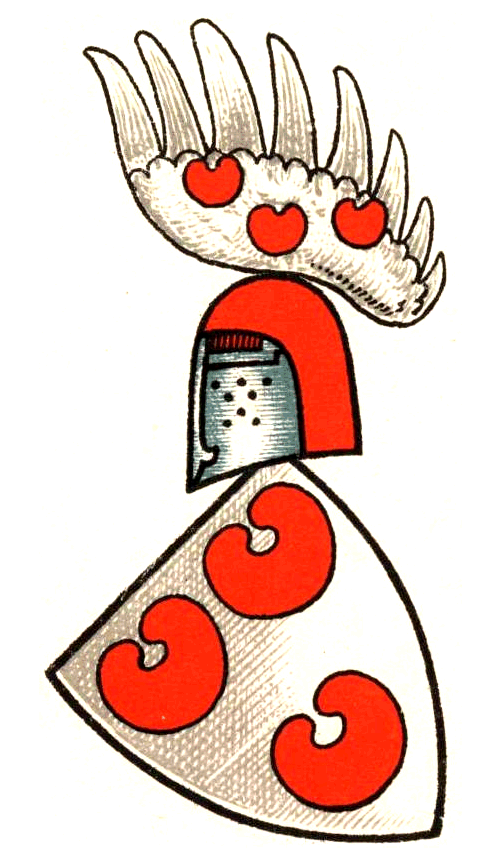
Tecklenburger Grafschaftswappen

## Partnerstädte
- St. Marys im Auglaize County in Ohio, USA
- Kelm (Kelmė) im Distrikt Šiauliai, Litauen

## Kultur und Sehenswürdigkeiten

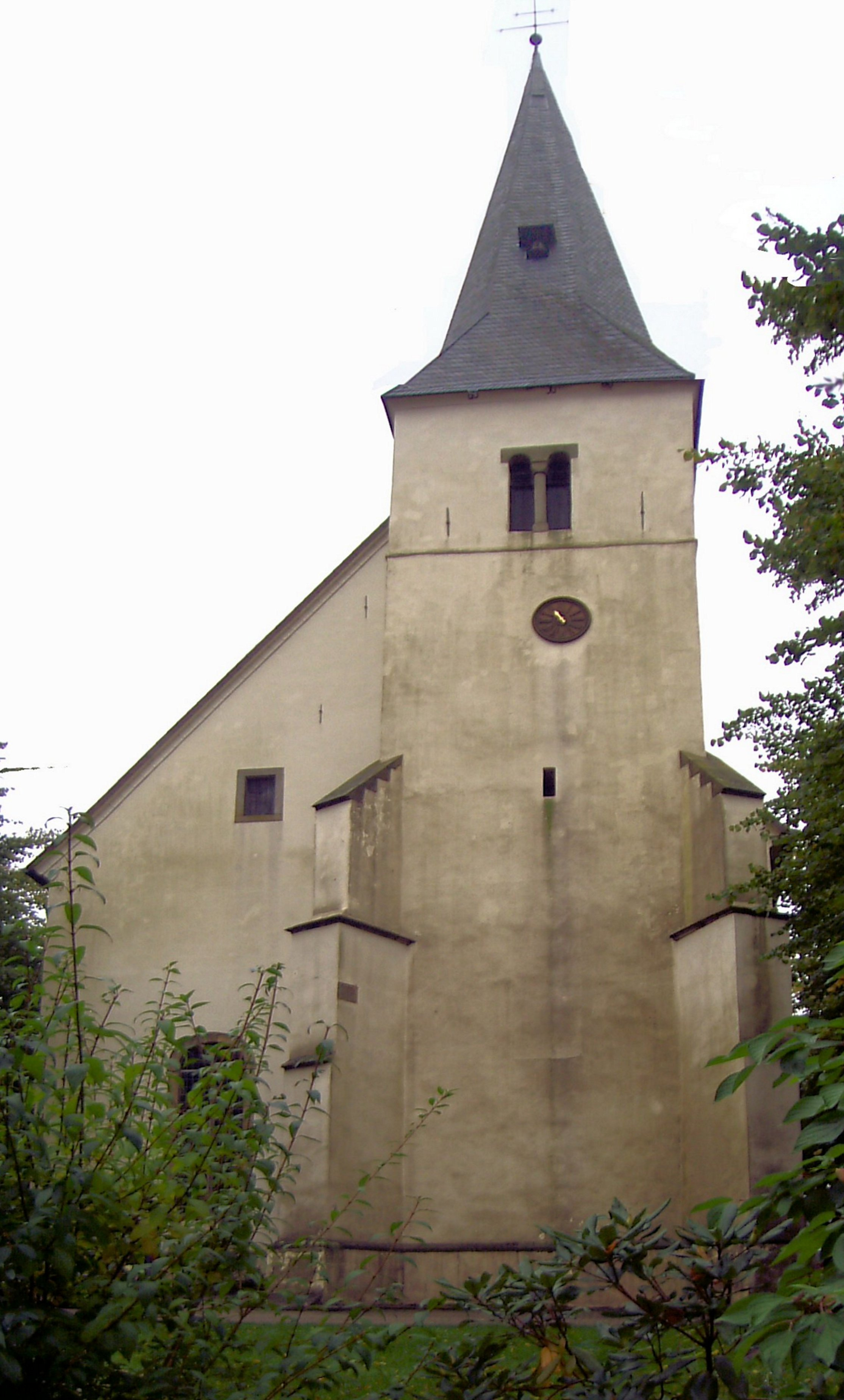
Evangelische Kirche, erbaut um 1180

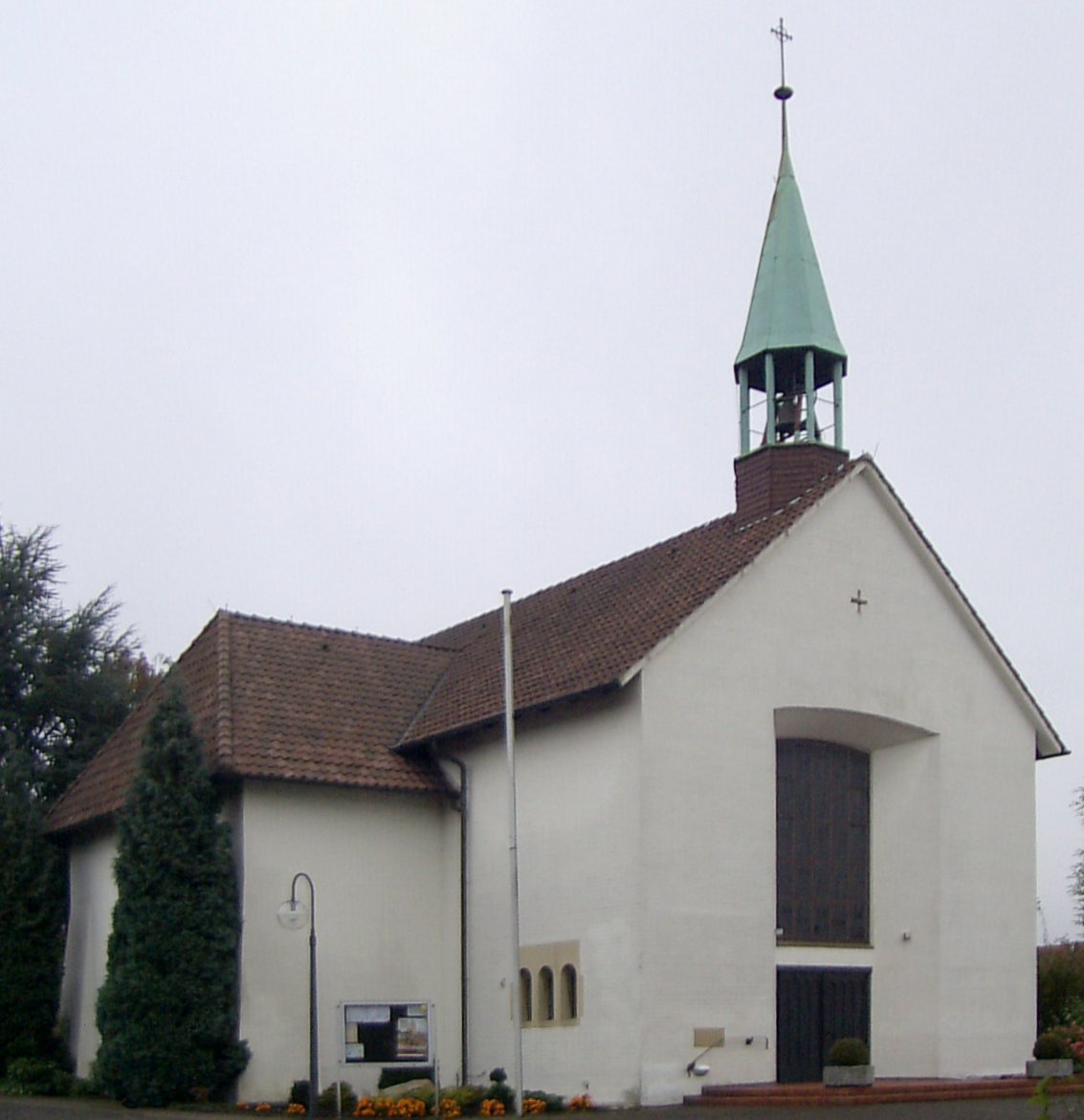
Katholische Kirche, erbaut 1952/1953

### Parks
In Lienen am Dorfteich ist im Frühjahr 2002 der Barfußpark entstanden. Er besteht aus einem Rundweg von 2,5 km Länge. Die Barfußparksaison in Lienen beginnt am 1. April und endet am 31. Oktober. In Vollmondnächten besteht die Möglichkeit, den Barfußpark bei einer geführten Fackelwanderung zu erkunden.
In den Jahren 2004/2005 wurde der Nordic-Walking-Park Tecklenburger Land installiert, dessen Pfade durch das Tecklenburger Land führen. Je nach persönlicher Fitness können 4 Trails auf Lienener Gebiet erkundet werden. Der Nordic Walking-Park im Tecklenburger Land bietet Routen mit unterschiedlichen Schwierigkeitsgraden auf insgesamt über 300 km Länge.

### Naturdenkmäler
- Duvensteine in Holperdorp

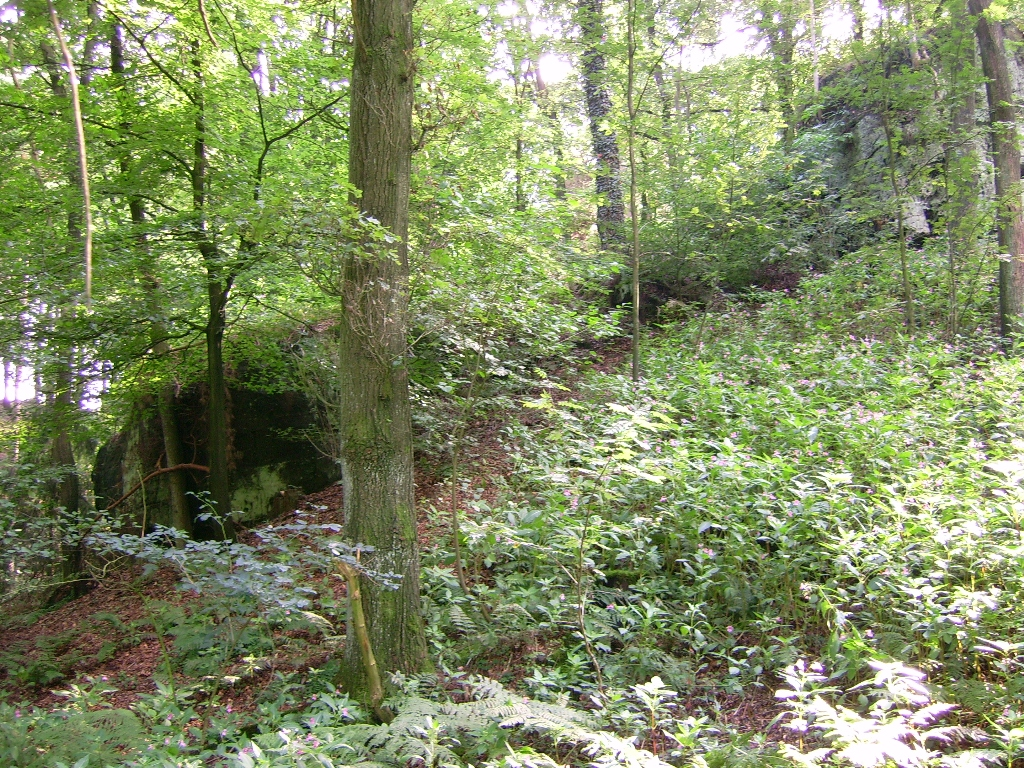
Duvensteine

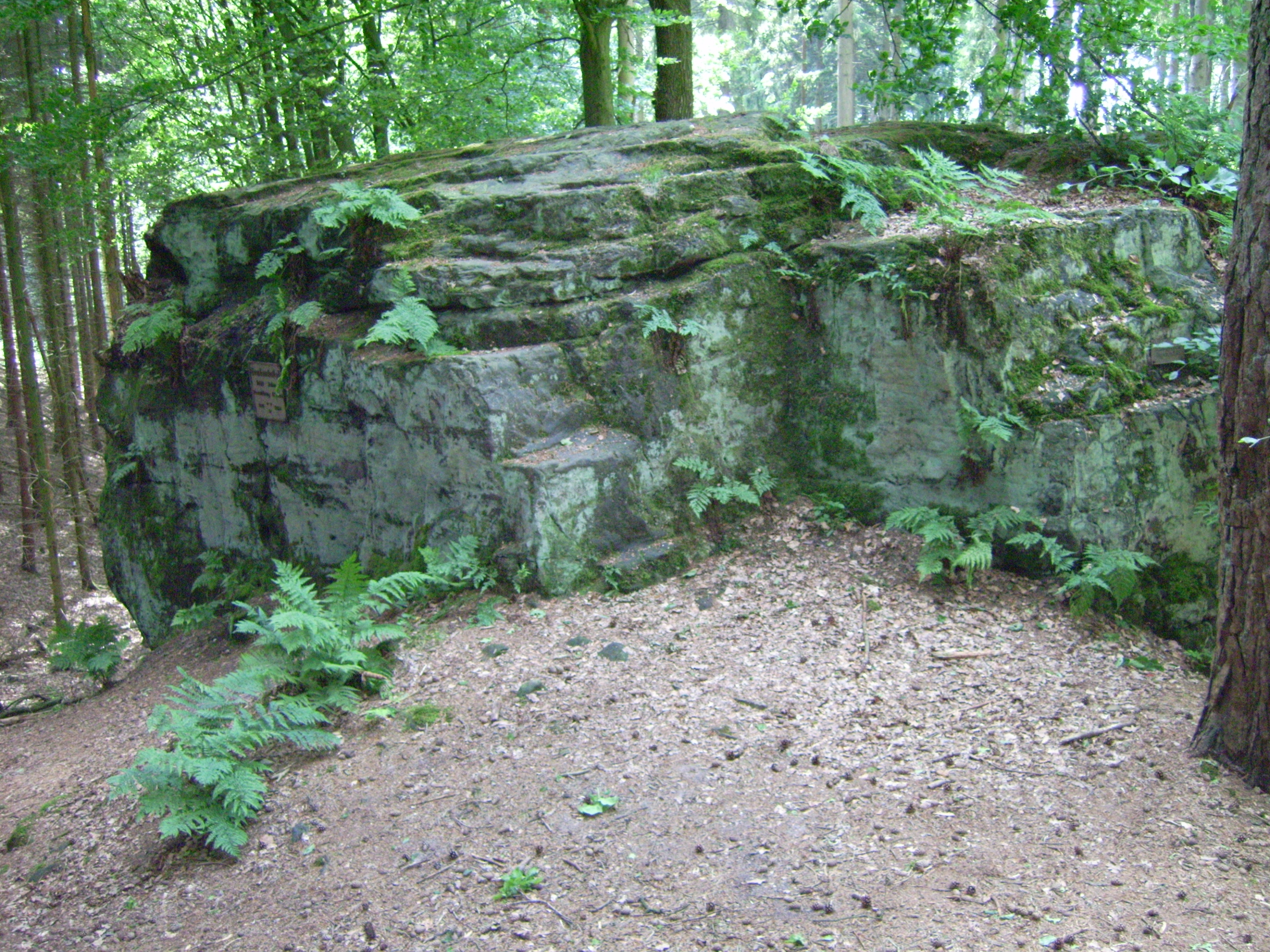
Grafentafel

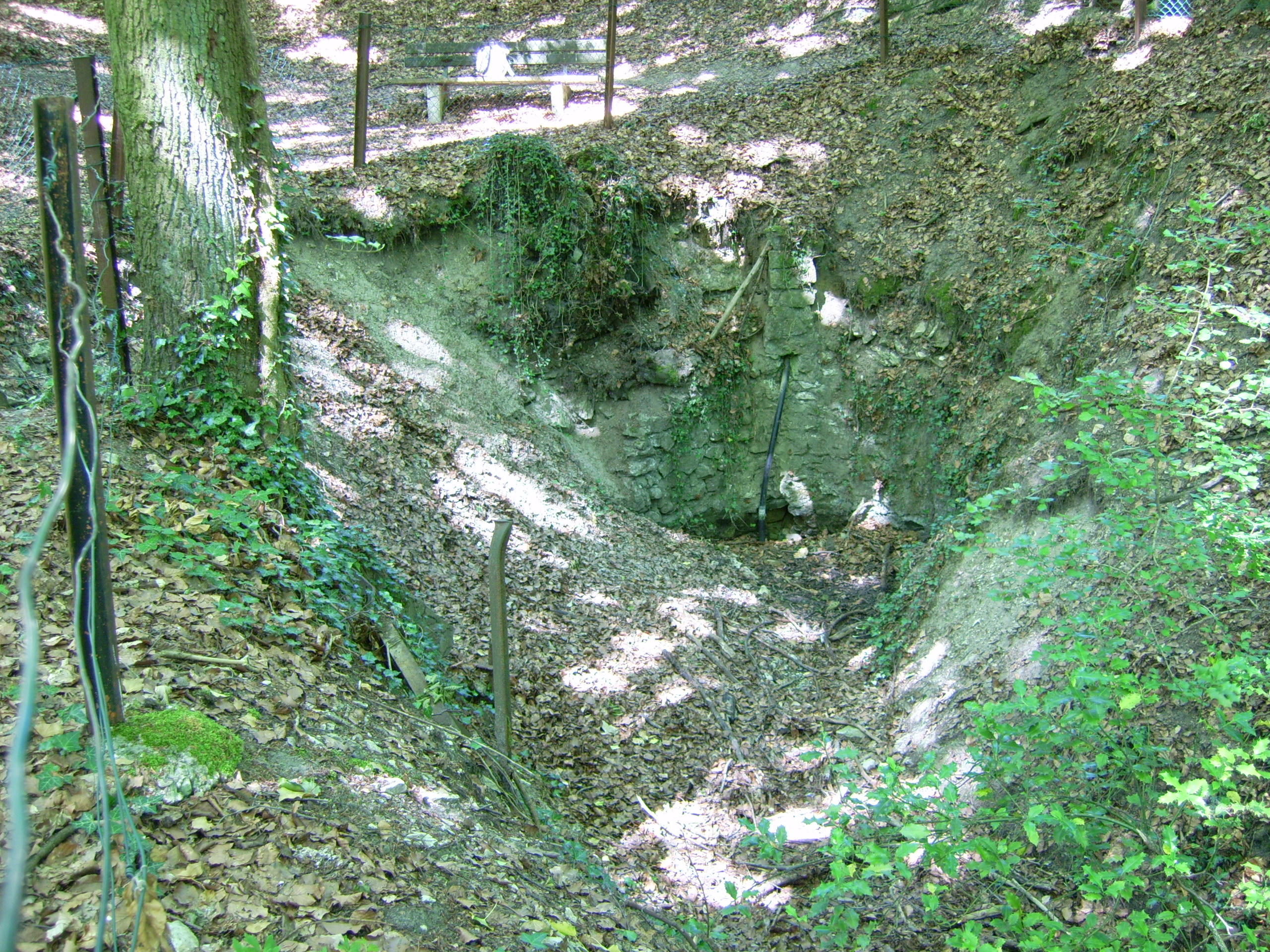
Felsenquelle bei Höste

Auf der Nordseite des Holperdorper Tals liegt ein Bergrücken, der aus Sandstein besteht. An einigen Stellen tritt dieser Sandstein an die Oberfläche und bildet aufragende Felsengebilde, darunter die Duvensteine. Laut Lienener Heimatforschung soll der Name der wahrscheinlich erst im Spätmittelalter entstandenen Steinformation auf einen früheren Kultplatz zur Götterverehrung hinweisen. Für diese Interpretation gibt es keine Anhaltspunkte, vor allem, weil der Ort bis zur Reformation als Station einer christlichen Flurprozession den Namen „St. Johanns Rasten“ getragen hatte und erst danach in Duvensteine umbenannt wurde. Zur Herkunft des Namens gibt es verschiedene Theorien.

### Sport
- International bekannt geworden sind die Springreiter Toni und Felix Haßmann.
- Thorsten Grünkemeyer, Bronze-Medaillengewinner im Tischtennis, Sommer-Paralympics 2004

### Veranstaltungen
Jeden 1. Donnerstag im Monat findet der Lienendag am Dorfteich statt.
Jährliche findet das traditionelle Lienener Schützenfest unter dem Motto Lienen in Grün im Juli, die Frühjahrskirmes im März und der Weihnachtsmarkt im am 1. Adventswochenende statt.
Am dritten Samstag und Sonntag im September richtet die Vereinigung Mein Lienen e. V. den Sonnenblumenmarkt aus. Der Veranstaltungsort erstreckt sich im Ortskern zwischen der evangelischen Kirche und dem Dorfteich. Angeboten werden handwerklich gefertigte Gegenstände und Kunstgegenstände, Dekorationen sowie alles für Haus und Garten. In den letzten Jahren fand keiner aus verschiedenen Gründen statt. Es wurde ein größerer Lienendag als Alternative angeboten.
In unregelmäßigen Abständen veranstaltet die Freiwillige Feuerwehr Lienen die Bombeiros Show-Night. Bereits 1950 fand die erste Feuer-Wasser-Revue statt: Wasserspiele mit farbiger Beleuchtung, die sich im Takt bekannter Songs bewegen. Die viertägige Veranstaltung wird von den Kameraden der Freiwilligen Feuerwehr organisiert und durchgeführt. Unter Festival Nights feierte die Freiwillige Feuerwehr Lienen im Jahr 2009 mit einem großen Fest ihr 100-jähriges Bestehen. Der organisatorische und ehrenamtliche Aufwand im Jahr 2009 ebenfalls die Feuer-Wasser-Revue in Form der Bombeiros Show-Night durchzuführen wäre zu groß gewesen, sodass Bombeiros zunächst für 2010 geplant war.
Im Jahre 2024 wurde das Musikfest des Musikverein Lienen veranstaltet. Es war zum 100-jährigen Jubiläum im Jahr 2020 angedacht wurde aber wegen Corona um 4 Jahre verlegt. Es ist eine regelmäßige Wiederholung geplant.

### Ausflugsgaststätte
Am südlichen Hang des Teutoburger Waldes auf 225 m ü. NHN befindet sich die Ausflugsgaststätte Malepartus im Stil einer alpinen Jausenstation. Bereits gegen Ende des 19. Jahrhunderts war das kleine Plateau mit Blick in die münsterländische Parklandschaft ein Platz zur Ausrichtung des Lienener Schützenfestes. 1910 war eine Blockhütte als Rast für Wanderer vorhanden. In den 1920er Jahren wird dann der Name Malepartus erwähnt. Heute befindet sich das Malepartus nahe der nordrhein-westfälisch-niedersächsischen Landesgrenze inmitten des Wandergebietes Bad Iburg / Lienen im Teutoburger Wald. Malepartus ist der Tierfabel Reineke Fuchs von Johann Wolfgang von Goethe entlehnt, in der Reineke Fuchs sein Schloss Malepartus nennt.

## Wirtschaft und Infrastruktur

### Verkehr
Lienen ist an folgende Fernradwege angeschlossen: die 100-Schlösser-Route, die Friedensroute, die Sagenroute, den Radweg Historische Stadtkerne und die Grenzgängerroute Teuto-Ems.
Im Ortsteil Kattenvenne besteht ein Bahnhof an der Strecke Münster–Osnabrück, der von Regionalbahnen bedient wird. Im 120-Minuten-Rhythmus hält hier auch der Rhein-Haard-Express nach Düsseldorf.
Die Teutoburger Wald-Eisenbahn (TWE) Ibbenbüren–Lengerich–Gütersloh–Hövelhof führt durch Lienen. Die Strecke der TWE wurde von 1901 bis 1968 auch zur Personenbeförderung genutzt. Heute besteht mit dem Teuto-Express ein Museumsbahn- und Tourismusverkehr Richtung Tecklenburg und Bad Iburg.

## Persönlichkeiten
- Hermann Kriege (1820–1850), Revolutionär aus reichem Elternhaus, unter anderem bekannt mit Karl Marx.
- Heinrich Wilhelm Hunsche (1839–1934), geb. in Lienen, evangelischer Pfarrer, Reiseprediger und Missionar in Südbrasilien
- Hermann Kriege (Politiker), (1853–1936), Parlamentarier und Landrat der Grafschaft Bentheim (1886–1920)
- Rudolf Stapenhorst (1864–1944), Politiker, Bürgermeister von Bielefeld
- Friedrich Ernst Hunsche (1905–1994), geb. in Lienen-Meckelwege, Schriftsteller, Dichter, Heimatforscher, Plattdeutsche Sprache und Geschichten, Archivar, Ahnenforscher, Forschung zur Auswanderung.
- Klaus Mindrup (* 1964), Politiker, MdB von 2013 bis 2021
- Toni Haßmann (* 1975), Springreiter
- Felix Haßmann (* 1986), Springreiter